# Lawrence County (Mississippi)
 For alternative betydninger, se Lawrence County. (Se også artikler, som begynder med Lawrence County)
Lawrence County er et county i den amerikanske delstat Mississippi.
31°33′N 90°07′V / 31.55°N 90.11°V